# Tunganistán
Tunganistán (o Dunganistán) es un exónimo del territorio en el sur de Sinkiang administrado por la Nueva 36.ª División del Ejército Nacional Revolucionario de 1934 a 1937, en medio de la guerra civil china en China propia. La Nueva 36.ª División estaba formada casi exclusivamente por soldados musulmanes hui y estaba dirigida por el señor de la guerra musulmán hui Ma Hushan. En esa época, los hui eran conocidos como los "tunganis" en la literatura occidental, de ahí el nombre "Tunganistán".

## Etimología
"Tunganistán" es un exónimo generalmente atribuido a escritores del occidental contemporáneos a la administración de la Nueva 36 División. La literatura occidental de la época utilizaba el exónimo "Tungani" para describir a los hui. Según el estudioso de Asia central e islámico Andrew Forbes, "Tunganistan" fue acuñado por el mongol austríaco mongolista Walther Heissig. Sin embargo, otro estudioso de Estudios de Asia Central, Shirin Akiner, afirma que el término también fue utilizado por los musulmanes turcos de la zona.

## Territorio
El territorio de la nueva 36 División estaba centrado alrededor del oasis de Jotán, donde se estableció un mando de guarnición. La nueva 36.ª División también administraba los condados que rodeaban Khotan, incluidos Kargilik, Maralbeshi, Pishan, Guma, Karakash, Keriya, Ruoqiang y Charchan. El dominio de Ma Hushan estaba rodeado por tres lados por tropas leales al señor de la guerra chino Sheng Shicai y al sur por la meseta tibetana.

## Historia
La Revolución de Xinhai en Sinkiang concluyó con la huida del gobernador Qing de Gansu y Sinkiang de la capital regional de Dihua (Urumqi) y la toma del control por parte de los ejércitos de los señores de la guerra de la camarilla de Sinkiang. La camarilla de Sinkiang era nominalmente leal a la República de China, pero desafiaba regularmente las órdenes de Nankín. A principios de la década de 1930, el Kuomintang (KMT), el entonces partido gobernante de China, conspiró con el señor de la guerra musulmán hui Ma Zhongying y su Nueva 36.ª División de mayoría musulmana hui para derrocar al entonces gobernador de Sinkiang, Jin Shuren. Jin había firmado unilateralmente un tratado de armas con la Unión Soviética, para disgusto y enojo del KMT. Ma intentó pero no pudo tomar Dihua en 1933, pero Jin se retiró a China propia después de la batalla y fue arrestado rápidamente por el KMT. Ma expandió su dominio con una serie de victorias militares en Xinjiang, en particular la en Kashgar en 1934, cuando sus fuerzas terminaron con el Primera República del Turquestán Oriental. Sin embargo, Ma desapareció después de la invasión soviética de Sinkiang ese mismo año.

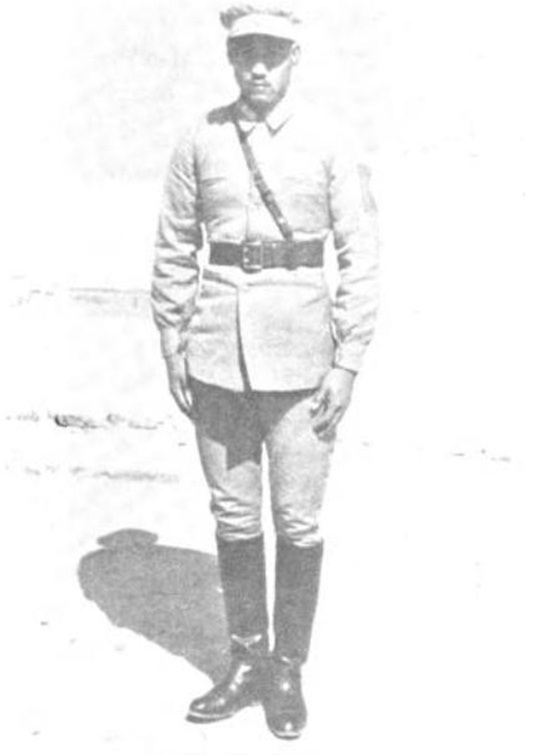
Ma Hushan en 1937

Ma Hushan sucedió a su medio hermano Ma Zhongying como comandante de la Nueva 36.ª División y se retiró de Kashgar a Khotan. Hushan recibía regularmente telegramas, aparentemente de su cuñado en la Unión Soviética, prometiéndole que Zhongying regresaría pronto. Sin embargo, Zhongying nunca regresó y Hushan administró el antiguo dominio de Zhongying desde 1934 hasta 1937.

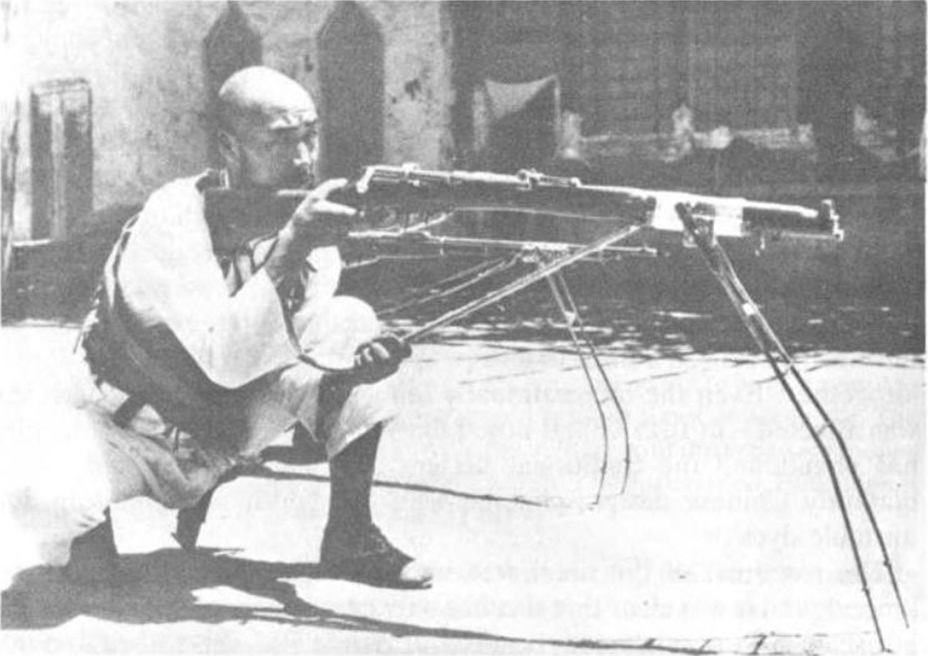
Fusilero hui de la Nueva 36.ª División

Los oficiales musulmanes hui de la Nueva 36.ª División gobernaban a los musulmanes turcos de su territorio como súbditos coloniales. Los lugareños se referían a Ma como "padishah" (literalmente, "rey"). Los impuestos eran altos para cubrir las necesidades de la Nueva 36.ª División. Los agricultores y comerciantes eran explotados en beneficio de las guarniciones militares. El reclutamiento forzoso también era algo habitual.
En 1935, la inflación local estaba fuera de control, las tropas de la Nueva 36 División estaban desertando, añorando su hogar, y los uigures frecuentemente luchaban con los soldados en las calles de Khotan. Una rebelión uigur estalló en Charkhlik (actual condado de Ruoqiang) y fue rápidamente sofocada por la Nueva 36.ª División. Al enterarse del estado debilitado de la Nueva 36.ª División, la Unión Soviética invadió su territorio y lo incorporó al dominio del señor de la guerra chino Sheng Shicai. Hushan, que estaba en contacto con Chiang Kai-shek por correo, esperaba ayuda de Nankín, pero nunca llegó.